# Hunted – Vertraue niemandem
Hunted – Vertraue niemandem ist eine britische Fernsehserie, die vom ehemaligen Akte-X-Autor Frank Spotnitz für die Sender BBC One und den HBO-Schwestersender Cinemax kreiert worden ist. Ihre Erstausstrahlung fand am 4. Oktober 2012 statt.
Ursprünglich war die Serie auf mehrere Staffeln ausgelegt, die BBC entschied sich allerdings schon nach Ausstrahlung der ersten Staffel, aus dem Projekt auszusteigen, da die Quoten nicht zufriedenstellend waren.
Cinemax beschloss darauf, dass Projekt unter Spotnitz’ Leitung fortzuführen, das sich dabei auf die Hauptfigur Sam Hunter (Melissa George) fokussieren sollte. Bislang kam es nicht zur Umsetzung dieses Projektes, weshalb die Serie bei acht Folgen in einer Staffel verharrt.
Die deutschsprachige Erstausstrahlung erfolgte ab dem 4. Juli 2014 bei RTL Crime. Im Free-TV strahlte RTL II ab dem 13. Januar 2015 die Serie erstmals aus.

## Inhalt
Samantha „Sam“ Hunter arbeitet als Spionin für das Privatunternehmen „Byzantium“, eine Art Geheimdienst. Als ein Attentat auf ihr Leben verübt wird, bei dem sie ihr ungeborenes Kind verliert, geht sie davon aus, dass eben jene Organisation dahinter steckt, für die sie arbeitet.
Nach ihrer Genesung und ihrer Rückkehr in den aktiven Dienst arbeitet sie undercover als Kindermädchen, immer noch nicht wissend, wem sie vertrauen kann und wem nicht. Bald schon findet sie heraus, dass der Anschlag auf sie mit einem prägenden Ereignis aus ihrer Kindheit in Verbindung steht.

## Besetzung und Synchronisation
Die deutschsprachige Synchronisation der Serie entstand bei der FFF Grupe GmbH in München.
| Schauspieler             | Figur                             | Synchronsprecher |
| ------------------------ | --------------------------------- | ---------------- |
| Melissa George           | Samantha „Sam“ Hunter (Alex Kent) | Maren Rainer     |
| Adam Rayner              | Aidan Marsh                       | Pascal Breuer    |
| Stephen Dillane          | Rupert Keel                       | Tobias Lelle     |
| Stephen Campbell Moore   | Stephen Turner                    | Alexander Brem   |
| Adewale Akinnuoye-Agbaje | Deacon Crane                      | Thomas Albus     |
| Indira Varma             | Natalie Thorpe                    | Tatjana Pokorny  |

## Rezeption in Deutschland
Sarah Zimmermann von Die Zeit fand: „Die Serie ‚Hunted‘ revolutioniert das Agentengenre nicht. Süchtig macht sie trotzdem. […] Untermalt mit synthetischem Geigenzittern, pochenden Beats und Uhrenticken aus dem Off geht dieses Konzept dramaturgisch gut auf. So gut, dass man nach Folge eins Folge zwei gucken muss. Und nach Folge zwei Folge drei.“
Anna Meinecke von n-tv stand der Serie etwas kritischer gegenüber: „Vielleicht spielt Melissa George nicht überzeugend genug, vielleicht ist das Skript zu schlecht – jedenfalls kann George einen vertrauten Handlungsstrang nicht zur TV-Meisterklasse machen. Muss sie aber auch nicht. Spione, internationale Verschwörungen und Terrorismus sind in der Realität ohnehin meist spannender als in der Bewegtbildadaption. Wieso Spionage-Streifen trotzdem so beliebt sind? Weil sie Spaß machen. Und das trifft schließlich auch auf ‚Hunted‘ zu. Die Show reiht sich ein bei den aufwendig produzierten Agenten-Thrillern. Mit plumpen Dialogen, unnötigen Sexszenen und expliziter Darstellung von Gewalt ist ‚Hunted‘ vielleicht nicht überraschend, aber gut.“

## Veröffentlichung im deutschsprachigen Raum
Die einzige Staffel der Serie wurde am 26. September 2014 bei Entertainment One auf DVD und BluRay veröffentlicht.